# Georgsmarienhütte
Georgsmarienhütte là một thị xã ở huyện Osnabrück, bang Niedersachsen, Đức. Đô thị này có diện tích 55,41 km². Đô thị này nằm ở rừng Teutoburg, cự ly khoảng 7 km về phía nam của Osnabrück.